# 刘正
刘正（1929年1月—2006年6月6日），又名培正、润民，男，湖南长沙人，中华人民共和国政治人物。曾任中国共产党湖南省委员会副书记、湖南省人民政府省长、中国人民政治协商会议湖南省委员会主席。第五、六届全国人大代表；第七、八、九届全国政协委员。

## 生平
1929年1月，刘正出生在湖南省长沙市。
1949年1月加入中国共产党，同年湖南大学毕业。